# Vault (kunstwerk)

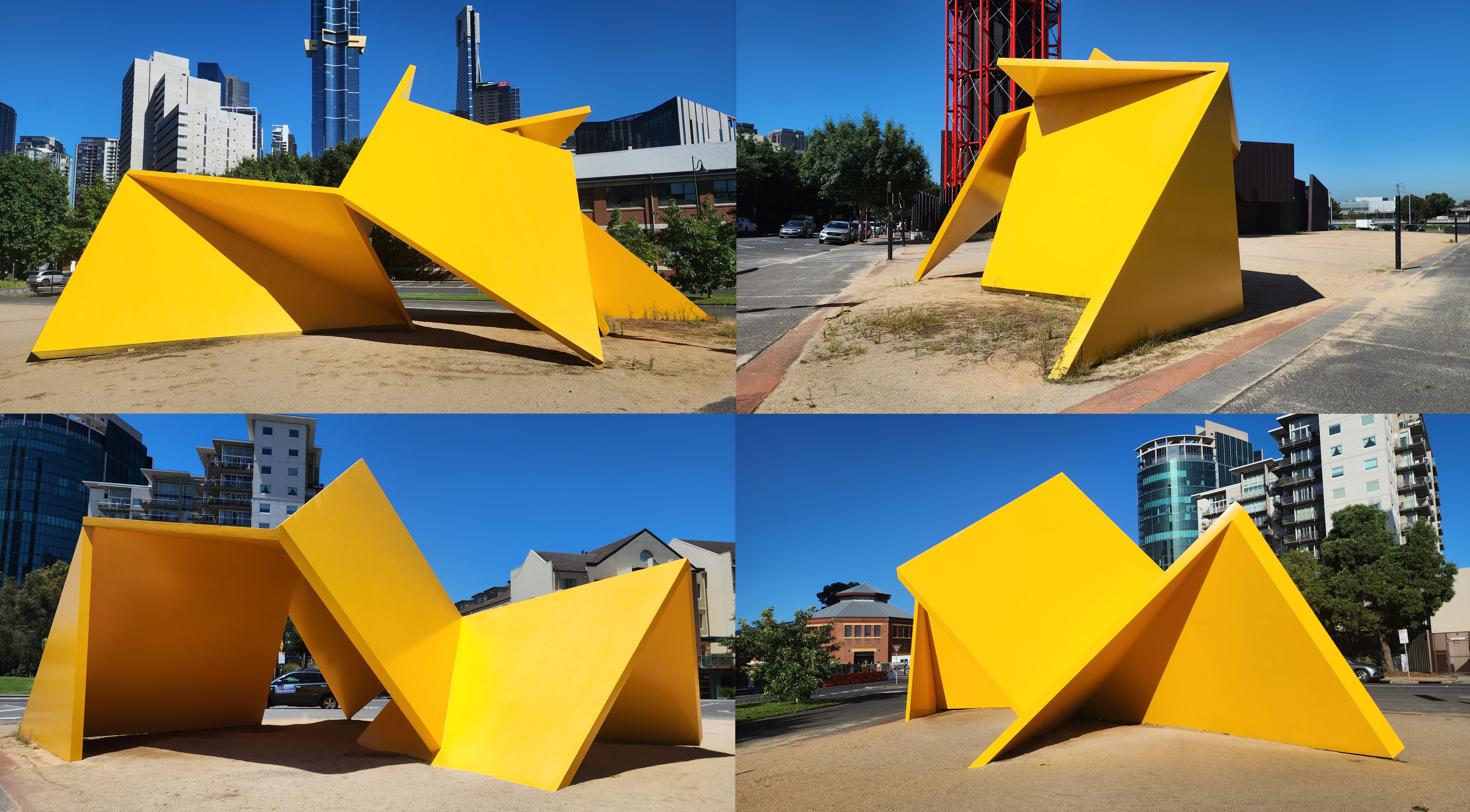
Vault, 2005

Vault (bijnaam: Yellow Peril) is een minimalistisch kunstwerk in Melbourne, Australië. Het is gemaakt door Ron Robertson-Swann. Het bevindt zich naast het Australian Centre for Contemporary Art. Het bestaat uit geelgekleurde vlakken van staal die met elkaar verbonden zijn.

## Geschiedenis
Het kunstwerk is vervaardigd in opdracht van de Melbourne City Council voor het nieuwe Melbourne City Square. Het kunstwerk werd in mei 1980 onthuld op het Melbourne City Square waar men een eenvoudig maar opvallend kunstwerk wilde. Het moderne werk kreeg veel kritiek vanwege de locatie, naast historische gebouwen als St. Paul's Cathedral en de Melbourne Town Hall. Het kunstwerk werd ook bespoten met graffiti en gebruikt als speeltuig.
Het kunstwerk had destijds nog geen naam maar het kreeg de naam Yellow Peril in de media. Robertson-Swann heeft het de naam Vault gegeven maar de naam Yellow Peril is blijven hangen. In augustus 1981 werd het verplaatst naar Batman Park. Hier gebruikten daklozen het als schuilplaats. In 2002 werd het verplaatst naar het Australian Centre for Contemporary Art.